# Этнокультурная компетентность
Этнокультурная компетентность (англ. ethno-cultural competence) — это свойство личности, выражающееся в наличии совокупности объективных представлений и знаний о той или иной этнической культуре, реализующейся через умения, навыки и модели поведения, способствующие эффективному межэтническому взаимопониманию и взаимодействию.
Этнокультурная компетентность реализуется прежде всего в высокой степени понимания, правильного учета своеобразия функционирования национально-психологических особенностей представителей тех или иных наций, выражающейся в тщательной фиксации и учете:
а) потребностей, мотивов и ценностных ориентации представителей конкретных национальных регионов, этническая специфика проявления которых существенно влияет на общение с ними;
б) фактов, свидетельствующих о наличии несоответствия между потребностями и мотивами представителей конкретных национальных общностей и функционирующими в общественном сознании населения традиционными нормами делового, политического и межнационального взаимодействия между людьми;
в) своеобразия проявления национального самосознания представителей конкретных национальностей;
г) специфики форм защиты политического самосознания представителей конкретных этнических общностей от элементов национализма, шовинизма в ходе межнациональных отношений.

## Цель
Выделяется внешняя и внутренняя цель этнокультурной компетентности. Внешней целью является стабилизация межнациональных отношений и учете этнических особенностей, интересов каждого народа, стремление к межэтническому диалогу. Внутренняя цель заключается в том, что человек должен быть не только «носителем» знаний в области этнокультуры и межэтнического взаимодействия, но и их активным пользователем.

## Сущность
Формирование этнокультурной компетентности предполагает введение ребенка изначально в родную для него, а затем и иные культуры. При этом, вначале у ребенка должна быть сформирована готовность признавать этнокультурные различия как что-то позитивное, которая затем должна развиться в способность к межэтническому пониманию и диалогу.
Этнокультурная компетентность предполагает готовность человека к взаимопониманию и взаимодействию, основанную на знаниях и опыте, полученных в реальной жизни. Формами формирования этнокультурной компетентности являются индивидуально-парные взаимодействия и коллективные взаимоотношения. Эти взаимодействия и отношения могут быть специально организованными (знания и опыт, приобретаемый школьником в ходе участия в лекциях, дискуссиях, конференциях, совместных мероприятиях и т. д.) и стихийными или частично организованными (знания и опыт, обретаемый ребенком в семейных отношениях, в отношениях со сверстниками, другими социальными институтами, в игровой и трудовой деятельности, из средств массовой информации и др.)
Существует идея соотношения этнокультурной компетентности, как составной части процесса самосознания. Осознание своей принадлежности к определенному этносу и суждение о нем, его культуре, как и компонент отношения к другим этническим общностям, как составное этнокультурной компетентности, представляет единый процесс, так как исключение соотнесения из числа элементов структуры привело бы к исчезновению самого явления самосознания. Самосознание является одним из первых приоритетных направлений в процессе воспитания гражданина мира, по сравнению с самоопределением, требующим большего жизненного опыта, который необходим для его становления.

## Структура
Составляющими факторами этнокультурной компетенции являются:
Когнитивный фактор
- Знания индивида о собственной и иной культурах (обычаи, ценности, нормы, правила, распределение ролей и т.п.)
- Представления о сходствах и различиях своей и иной культур
- Осознание значимости культурных различий
- Знания, позволяющие адекватно интерпретировать поведение представителей иной этнической группы благодаря способности адекватно категоризовать и интерпретировать особенности своей и другой культур
- Языковая компетентность
- Знания, способствующие адекватному кодированию и декодированию невербальных сообщений от представителей иной культуры
- Адекватное представление о культурной дистанции

Поведенческий фактор
- Умение адаптировать поведение к особенностям иной культуры
- Навыки, способствующие проявлению адекватных культуре невербальных реакций
- Способность контролировать эмоциональные переживания, связанные с различиями в культурах
- Способность регулировать уровень тревоги в межкультурном взаимодействии

Мотивационный фактор
- Потребность в межкультурной коммуникации
- Готовность следовать нормам и правилам поведения в иной культуре
- Готовность к осознанию и принятию ценностей иной культуры
- Готовность проявлять эмпатию к представителям иной культуры
- Потребность в получении знаний о представителях иной культуры
- Высокий уровень аттракции к представителям к ним
- Представление о близости культурной и/или исторической дистанций
- Готовность вступать во взаимодействие исходя из позиции этнокультурного универсализма

## Проблемы
Этнокультурная компетентность предполагает понимание происхождения источников и последствий нетерпимого отношения к другим. Важно также знать причины межэтнических конфликтов и напряжений и пути их урегулирования. В этом случае этнокультурная компетентность помогает достичь взаимного уважения, понимания и согласования разнородных интересов и точек зрения, присущих этническим группам и их представителям без применения давления, преимущественно при помощи компромиссного и приемлемого для всех решения.
Одной из проблем является возможность приобретения молодежью опыта взаимодействия с другими культурами. Для создания условий приобретения навыков и знаний межкультурного взаимодействия, предотвращения и преодоления межэтнических конфликтов необходимо использовать принцип ситуативности, который предполагает создание ситуаций межкультурного диалога для того, чтобы была возможность узнать своё поведение при возможном взаимодействии, а также попробовать себя в роли представителей различных культур, вступая в межкультурный диалог по определенным проблемам, стараясь удерживать свою новую этнокультурную позицию. Данные смоделированные ситуации могут позволить людям ощутить себя в разных ситуациях, приближенных к реальности.